# Корниенко, Валерий Леонидович
Вале́рий Леони́дович Корние́нко (13 июня 1965 года, Москва, СССР) — фигурист из СССР, бронзовый призёр чемпионата Европы 1986 года, бронзовый призёр чемпионата СССР 1984 года, серебряный призёр Универсиады 1987 года в парном катании. Мастер спорта СССР международного класса.
Выступал в паре с Еленой Бечке.
| Соревнования/Сезоны              | 1984 | 1985 | 1986 | 1987 |
| -------------------------------- | ---- | ---- | ---- | ---- |
| Чемпионаты Европы                |      |      | 3    |      |
| Чемпионаты СССР                  | 1    |      |      |      |
| Skate America                    |      | 2    |      |      |
| Skate Canada                     | 1    |      |      |      |
| Зимние Универсиады               |      |      |      | 2    |
| Приз газеты «Московский новости» |      | 3    | 2    |      |